# La Pobla de Montornès
La Pobla de Motornès (spanisch Puebla de Montornés oder Pobla de Montornés) ist eine katalanische Gemeinde mit 3.329 Einwohnern (Stand: 2024) in der Provinz Tarragona im Nordosten Spaniens. Sie liegt in der Comarca Tarragonès. Die Gemeinde besteht aus zahlreichen Einzelsiedlungen. 

## Geographische Lage
La Pobla de Motornès liegt etwa 18 Kilometer ostnordöstlich vom Stadtzentrum von Tarragona und knapp 85 Kilometer westsüdwestlich von Barcelona in einer Höhe von ca. 65 m.
Durch die Gemeinde führt die Autopista AP-7.

## Bevölkerungsentwicklung
| Jahr      | 1970 | 1981 | 1991 | 2001 | 2011 | 2021 |
| Einwohner | 765  | 787  | 926  | 1495 | 2902 | 2999 |

## Sehenswürdigkeiten
- Reste der Burg von Montornès
- Marienkirche (Iglesia de Santa María) von 1575

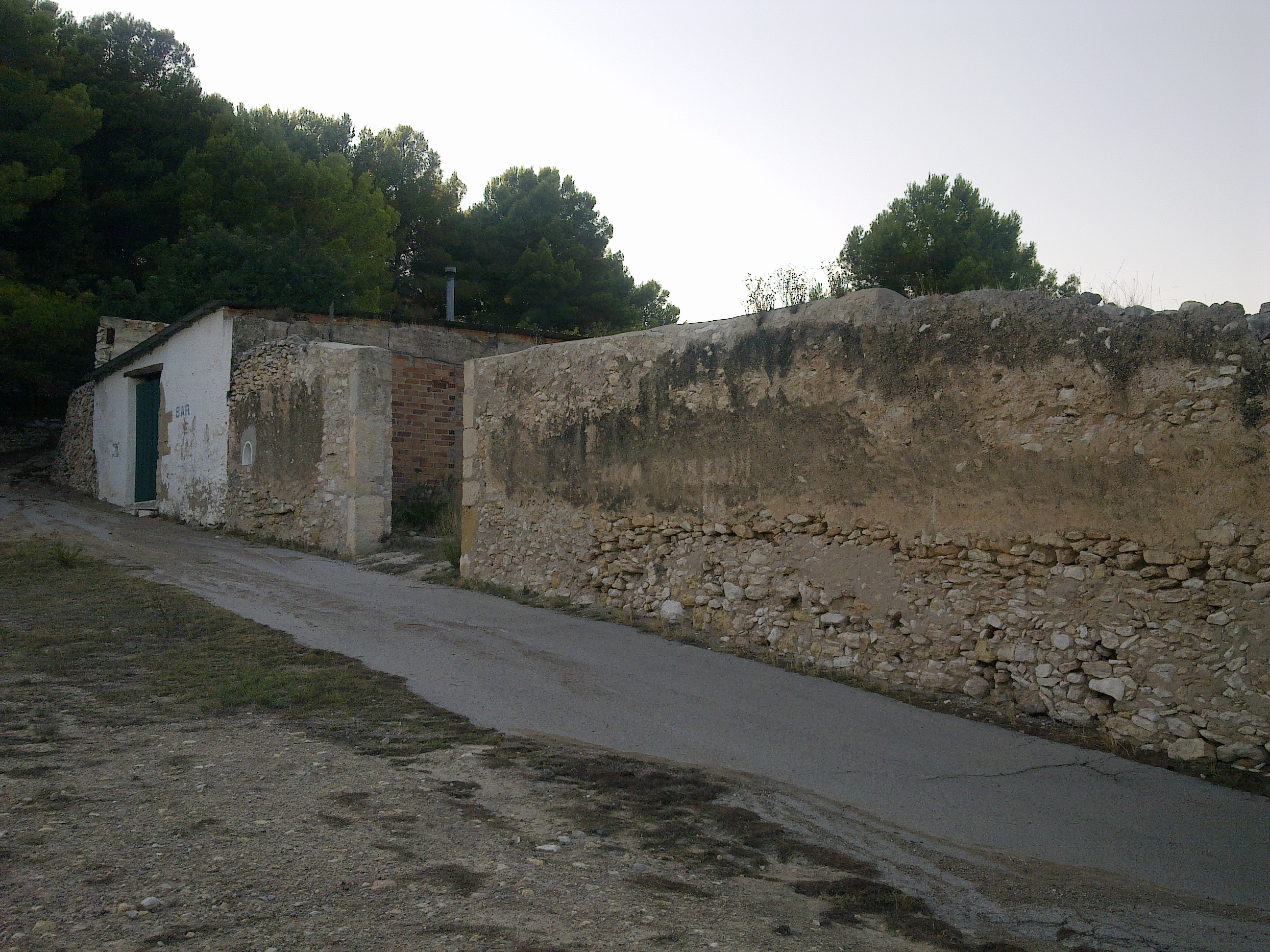
Reste der Burg von Montornès
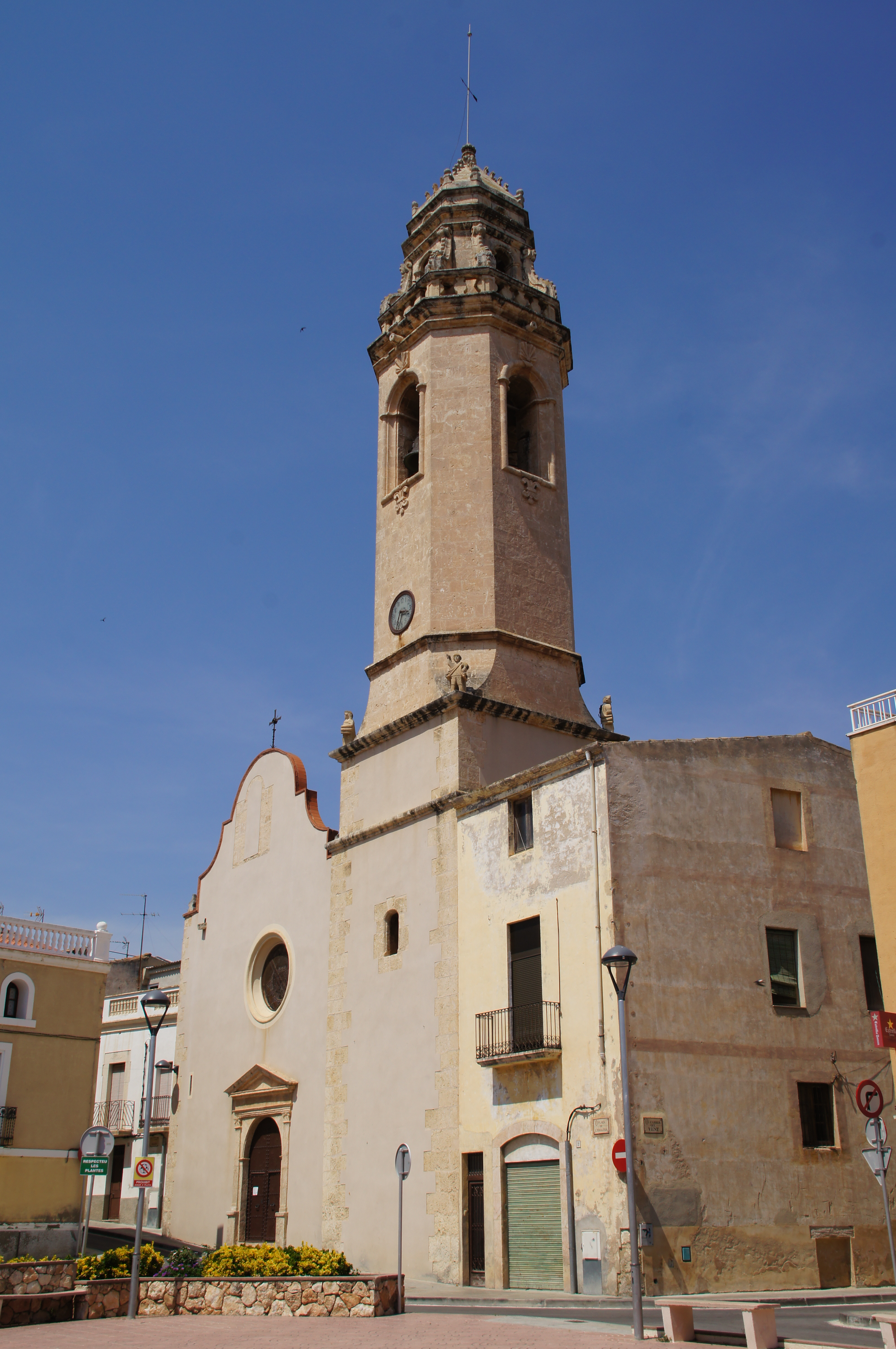
Marienkirche